# O Espectro (1925)

O Espectro foi editado pela Lumen editora  em 19256 sob a direção de Artur Leitão (editor político) e Francisco Valença  (editor artístico) tratando-se de um periódico satírico sobre a vida política portuguesa.